# Foho Malitoli
Der Foho Malitoli, kurz Malitoli (auch Foho Saburai, Saburai), ist ein 1714 m hoher Berg in Osttimor. Er befindet sich an der Grenze der Aldeias Cossal und Tazmasac, im Osten des Sucos Saburai (Verwaltungsamt Maliana, Gemeinde Bobonaro). Südlich liegt der Tapo, der Region.

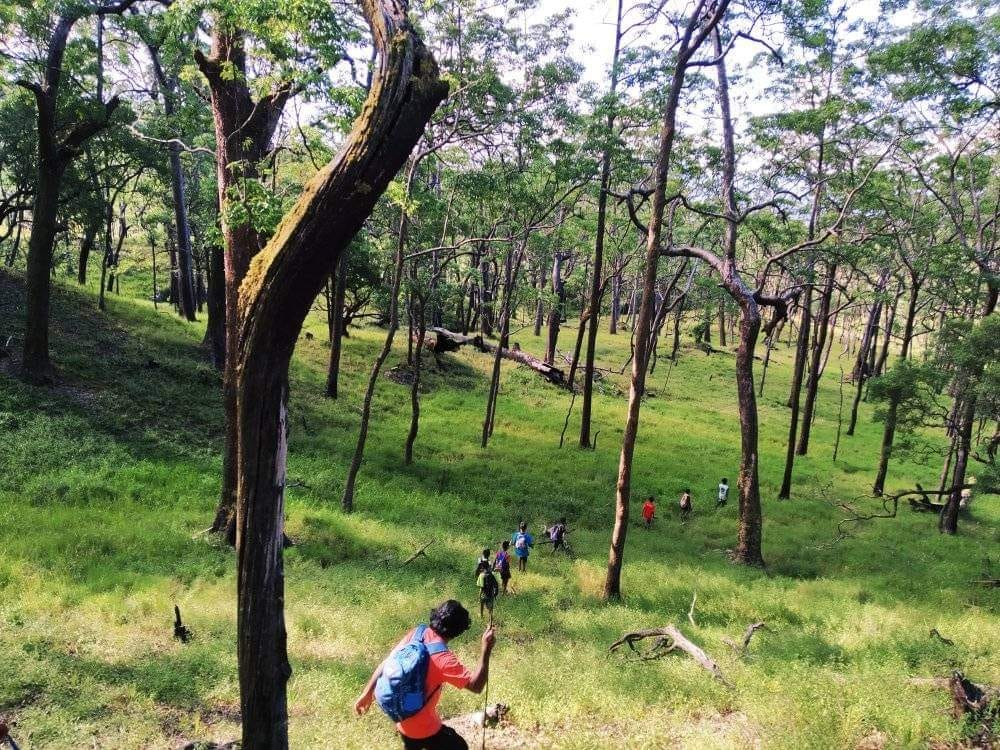
Aufstieg zum Gipfel
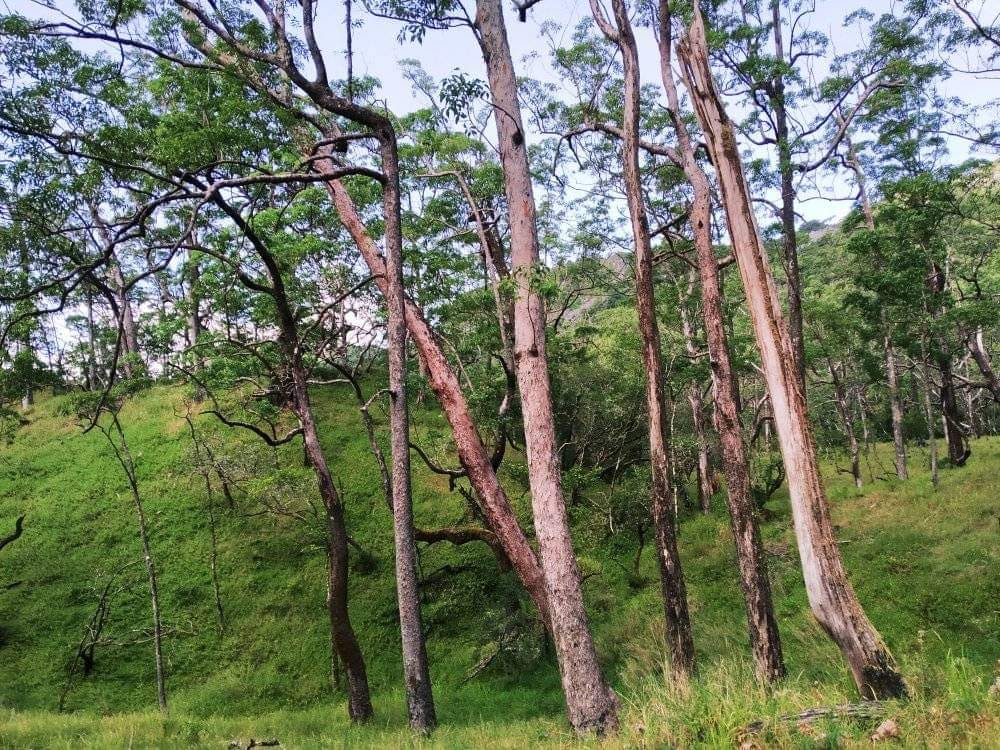
Wald am Berghang
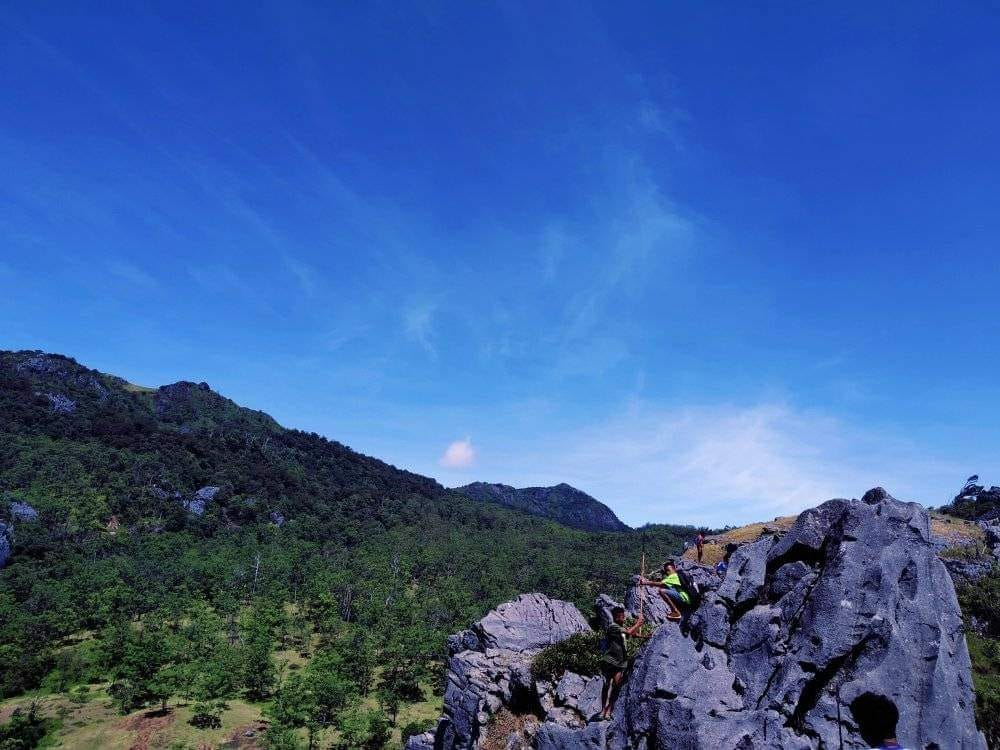
Kalksteinformation
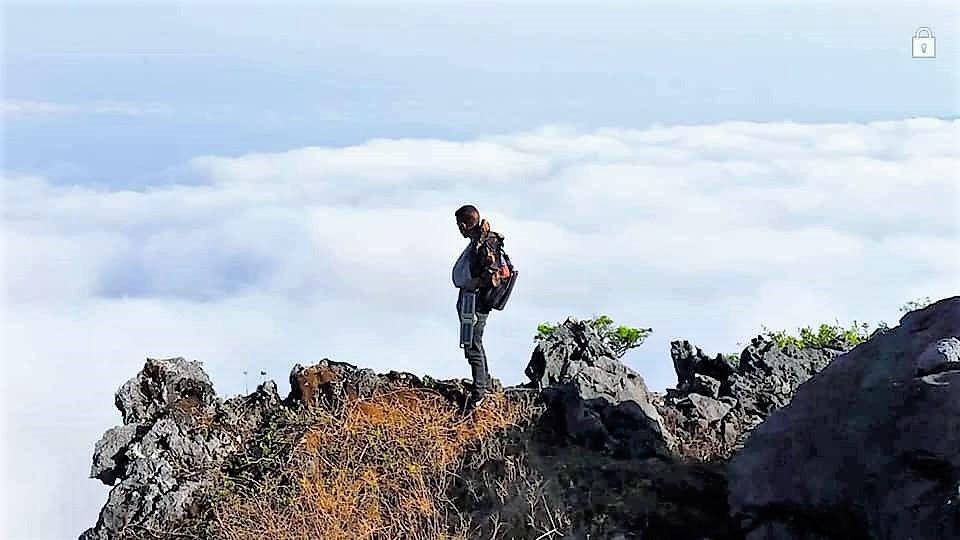
Am Gipfel
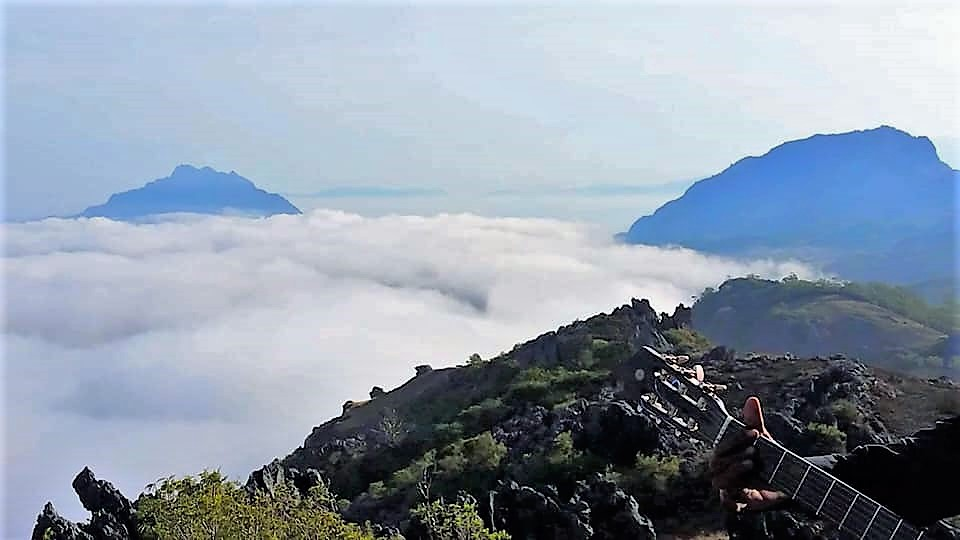
Am Gipfel
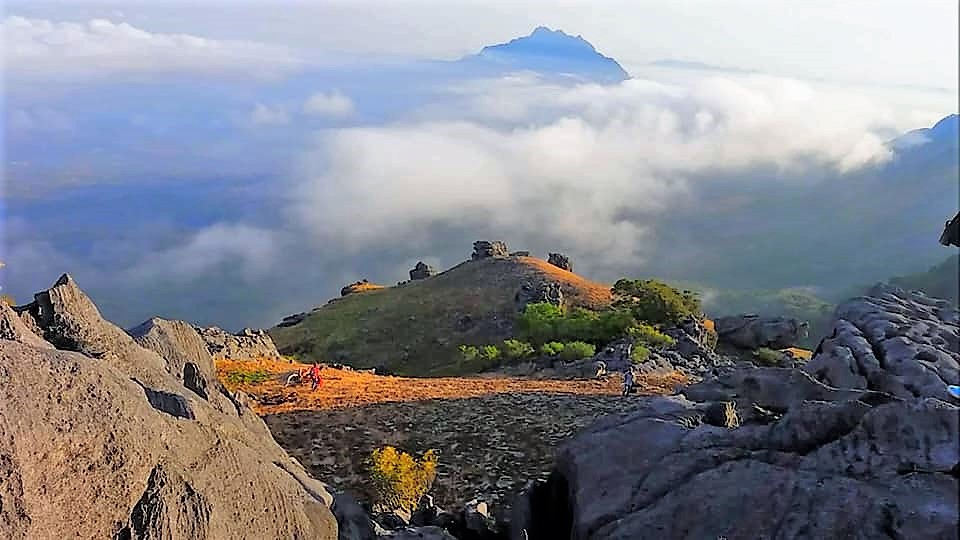
Blick vom Gipfel